# مصطفى رعد العزاوي
مصطفى بن رعد بن محمود العزاوي. ولد في 9 شعبان 1406 هـ/ 19 نيسان 1986م، في بغداد، وسكنت عائلته الأعظمية. وكان قارئاً ومؤذناً ومجوّداً للقرآن الكريم ولهُ تسجيلات عديدة.

## نشأته ودراسته
ولد مصطفى بن رعد العزاوي نسباََ النقشبندي طريقة في عائلة بسيطة، ونشأ وتعلم القرآن في المساجد وهو صغير، وعندما بلغ السادسة من العمر كان يحضر مع والدهِ في مسجد الإسراء في حي الأمين، ويسجل في دورات تحفيظ القرآن، ولما بلغ 12 عاما صار أصغر مؤذن وقارئ للقرآن في مسجد الإسراء، وتخرج من المدرسة الابتدائية والمتوسطة، ودخل المرحلة الثانوية في المدرسة القادرية عام 2001م، وتخرج منها وألتحق بكلية الإمام الأعظم، ودرس أصول التجويد، وعلم القرآت السبع على يد الشيخ علي حسن داود فأجازه في رواية حفص وشعبة عن عاصم.

## أهم أنجازاته
لقد قرأ مصطفى القرآن في عدة مساجد منها جامع الإمام الأعظم وجامع العسافي وكان له صوت شجي، وسجلت له عدة تسجيلات منها:
- سجل له 26 تلاوة مجودة للقرآن وهو في عمر 18 سنة.
- سجل له 8 تسجيلات للأذان (أذان الصلاة) بقراءات متنوعة.

ومازلت تلاواته للقرآن تعرض في القنوات الفضائية المختلفة، ومنها قناة بغداد الفضائية، وهي ما تعرف بأسم التلاوة المصورة، ولقد شارك في عدة مسابقات للقراءة في العراق. ولقد كان عضوا في جمعية القراء والمجودين العراقيين.

## وفاته
أستشهد مصطفى العزاوي في 6 جمادي الأولى 1428هـ/26 آيار 2007 في الأعظمية نتيجة أطلاق نار أصابه أثناء مواجهات عسكرية حدثت في الأعظمية مع الجيش الأمريكي.

## رثائه
ألقيت عدة قصائد في رثائه يوم وفاته منها: